# Hoher Dachstein
Hoher Dachstein (ˌhoːərˈdaxʃtaɪn) es una montaña austriaca fuertemente kárstica, y la cima más alta de los Alpes del Salzkammergut y de Alta Austria. Está situada en el límite entre Alta Austria y Estiria en Austria central, y es el punto más alto en cada uno de esos estados. Partes del macizo también quedan en el estado de Salzburgo, lo que lleva a que la montaña sea conocida como la Drei-Länder-Berg ("montaña de los tres estados"). El macizo de Dachstein abarca una superficie de alrededor de 20×30 km con docenas de picos por encima de 2.500 m, el conjunto más alto situado en las zonas meridional y suroeste. Visto desde el norte, el macizo de Dachstein está dominado por los glaciares con las cumbres rocosas alzándose detrás de ellos. Por contraste, hacia el sur, la montaña cae casi verticalmente hasta el suelo del valle.
En 1997, el paisaje cultural de Hallstatt-Dachstein fue declarado Patrimonio de la Humanidad por la Unesco.

## Geología
La geología del macizo de Dachstein está dominado por el llamado Dachstein-Kalk ("caliza de Dachstein"), remontándose a los tiempos del Triásico. En común con otras áreas kársticas, el Dachstein está permeado por un rico sistema de cuevas, incluyendo algunas de las cuevas más grandes en Austria, tales como el Mammuthhöhle y el Hirlatzhöhle. Otro destino turístico significativo en el Eisriesenhöhle. El Dachstein es famoso por sus fósiles, incluyendo megalodontes; el Linzer Weg destaca entre tales fósiles, a los que se llama Kuhtritte ("huellas de ganado").
Los glaciares son infrecuentes en los Alpes Calizos del Norte, y aquellos del Dachstein — el Hallstätter Gletscher ("glaciar de Hallstatt") , el Großer Gosaugletscher ("gran glaciar de Gosau") y el Schladminger Gletscher ("glaciar Schladming") — son los más grandes, así como son los más septentrionales y los más orientales en la totalidad de los Alpes. Existen también varios campos de hielo menores, tales como el Kleine Gosaugletscher ("glaciar Gosau menor") y el Schneelochgletscher ("glaciar del agujero de nieve"). Los glaciares se están retirando rápidamente, y pueden desaparecer completamente en el plazo de 80 años. El glaciar de Hallstatt descendió 20 m tan sólo en el año 2003.

## Ascenso
La cima fue alcanzada por vez primera en el año 1832 por Peter Gappmayr, a través del glaciar de Gosau, después de que fracasara un intento precedente por parte de Carlos de Austria-Teschen a través del glaciar Hallstätter. Dentro de los dos años posteriores al éxito de Gappmayr, se había alzado una cruz de madera en la cumbre. La primera persona que alcanzó la cumbre en invierno fue Friedrich Simony, el 14 de enero de 1847. La escarpada cara sur fue ascendida por vez primera el 22 de septiembre de 1909 por los hermanos Irg y Franz Steiner.
Siendo el lugar más alto de dos Bundesländer diferentes, la cumbre es un objetivo popular tanto en verano como en invierno. Con buen tiempo, hasta 100 montañeros intentan llegar a la cumbre al mismo tiempo, llegando a la congestión en puntos claves del ascenso.
Las rutas más conocidas son
- Schulter-Anstieg: Simony Hütte - glaciar Hallstatt - Dachsteinwarte - cresta este
- Randkluft-Anstieg: Simony Hütte - glaciar Hallstatt  - cara noreste
- Cresta oeste: Adamekhütte - glaciar Gosau - Obere Windluke - cresta oeste

Estas rutas requieren un equipamiento alpino básico para cruzar los glaciares, y conocimiento del ascenso. Las rutas de ascenso más interesantes se concentran en la cara sur, siendo la más famosa entre ellas la Steinerweg (grado V) y el Pichlweg (grado IV).

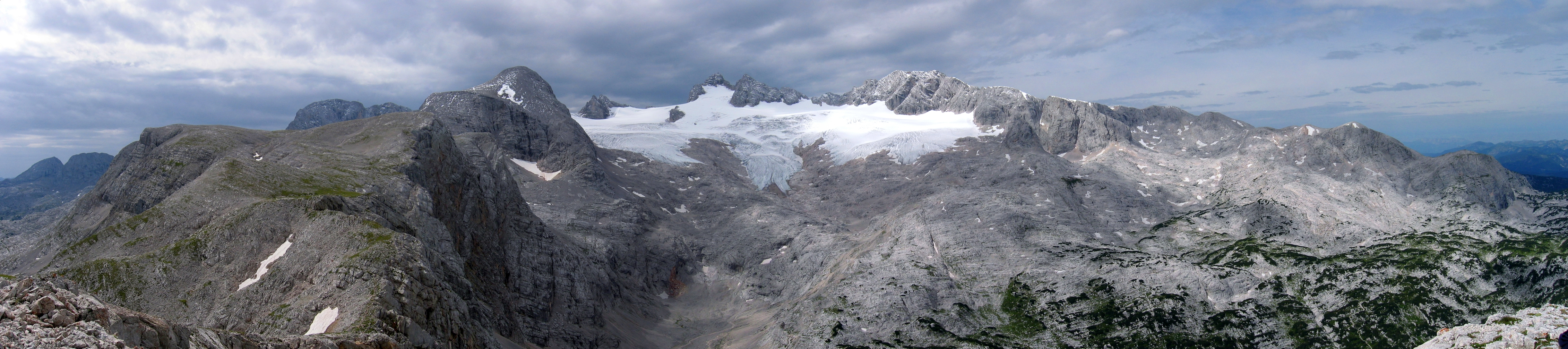
Panorama del macizo de Dachstein.